# Patinatge artístic als Jocs Olímpics d'hivern de 1948 - Individual femení
En els Jocs Olímpics d'Hivern de 1948 celebrats a la ciutat de Sankt Moritz (Suïssa) es realitzà una competició de patinatge artístic sobre gel en categoria femenina. La competició se celebrà entre els dies 3 i 6 de febrer de 1948 a l'Estadi Olímpic de Sankt Moritz.

## Comitès participants
Hi participaren un total de 25 patinadores de 10 comitès nacionals diferents:
| - Àustria (4) - Canadà (3) - Estats Units (3) - França (1) - Hongria (2) |  | - Itàlia (1) - Noruega (1) - Regne Unit (4) - Suïssa (3) - Txecoslovàquia (3) |

## Resum de medalles
| Or                | Argent     | Bronze            |
| Barbara Ann Scott | Eva Pawlik | Jeannette Altwegg |

## Resultats
| Posició | Patinador             | CON            | Figures | Pts.  | Lliure | Pts. totals | Pl.   |
| ------- | --------------------- | -------------- | ------- | ----- | ------ | ----------- | ----- |
| 1       | Barbara Ann Scott     | Canadà         | 1       | 858.1 | 1      | 163.077     | 11    |
| 2       | Eva Pawlik            | Àustria        | 3       | 832.1 | 2      | 157.588     | 24    |
| 3       | Jeannette Altwegg     | Regne Unit     | 2       | 842.1 | 6      | 156.166     | 28    |
| 4       | Jirína Nekolová       | Txecoslovàquia | 4       | 807.2 | 4      | 154.088     | 34    |
| 5       | Alena Vrzáňová        | Txecoslovàquia | 7       | 797.2 | 3      | 153.044     | 44    |
| 6       | Yvonne Sherman        | Estats Units   | 8       | 783.9 | 5      | 149.833     | 62    |
| 7       | Bridget Shirly Adams  | Regne Unit     | 5       | 806.8 | 16     | 148.644     | 69    |
| 8       | Gretchen Merrill      | Estats Units   | 6       | 798.0 | 11     | 148.466     | 73    |
| 9       | Martha Musilek Bachem | Àustria        | 14      | 744.5 | 7      | 144.456     | 103   |
| 10      | Marion Tiefy Davies   | Regne Unit     | 11      | 763.5 | 12     | 144.766     | 104   |
| 11      | Eileen Seigh          | Estats Units   | 10      | 755.8 | 10     | 144.111     | 110   |
| 12      | Marilyn Ruth Take     | Canadà         | 12      | 754.1 | 13     | 143.722     | 110.5 |
| 13      | Dagmar Lerchová       | Txecoslovàquia | 15      | 745.5 | 8      | 144.433     | 112   |
| 14      | Suzanne Morrow        | Canadà         | 9       | 761.9 | 15     | 143.655     | 117   |
| 15      | Maja Hug              | Suïssa         | 13      | 755.9 | 19     | 141.522     | 137   |
| 16      | Jacqueline du Bief    | França         | 16      | 746.0 | 21     | 139.022     | 147.5 |
| 17      | Marika Saáry          | Hongria        | 17      | 739.3 | 14     | 140.944     | 142   |
| 18      | Hildegard Appeltauer  | Àustria        | 18      | 743.7 | 20     | 139.300     | 155   |
| 19      | Maidie Jill Linzee    | Regne Unit     | 19      | 742.8 | 18     | 140.200     | 145   |
| 20      | Ingeborg Solar        | Àustria        | 23      | 677.8 | 9      | 135.444     | 186   |
| 21      | Éva Lindner           | Hongria        | 22      | 679.7 | 17     | 134.188     | 192   |
| 22      | Marit Henie           | Noruega        | 21      | 699.4 | 23     | 133.111     | 194   |
| 23      | Lotti Höner           | Suïssa         | 20      | 699.1 | 22     | 134.211     | 186   |
| 24      | Grazie Barcellona     | Itàlia         | 25      | 607.9 | 24     | 122.211     | 218   |
| 25      | Doris Blanc           | Suïssa         | 24      | 635.6 | 25     | 122.622     | 221   |